# Filoncholaimus longissimecaudatus
Filoncholaimus longissimecaudatus is een rondwormensoort uit de familie van de Oncholaimidae.